# Gambrinus liga 2004/05
De Gambrinus liga 2004/05 was het twaalfde seizoen van het Tsjechisch nationaal voetbalkampioenschap. Het ging van start op 7 augustus 2004 en eindigde op 28 mei 2005.

## Clubs
16 clubs speelden het seizoen 2004/05 in de Gambrinus liga. Uit Praag komen twee clubs. De regio's Karlsbad, Hradec Králové, Pardubice, Pilsen en Vysočina leverden dit seizoen geen clubs op het hoogste niveau.
| Club                       | Stad               | Stadion                            | Afbeelding | Opening | Capaciteit |
| -------------------------- | ------------------ | ---------------------------------- | ---------- | ------- | ---------- |
| FC Baník Ostrava           | Ostrava            | Bazaly                             |            | 1959    | 17.820     |
| 1. FC Brno                 | Brno               | Městský fotbalový stadion Srbská   |            | 1949    | 8065       |
| FK Chmel Blšany1           | Blšany             | Stadion FK Chmel Blšany            |            | ?       | 2300       |
| 1. FK Drnovice             | Drnovice           | Sportovní areál Drnovice           |            | 1955    | 6400       |
| SK Dynamo České Budějovice | České Budějovice   | Fotbalový stadion Střelecký ostrov |            | 1940    | 6000       |
| FK Jablonec 97             | Jablonec nad Nisou | Stadion Střelnice                  |            | 1955    | 4000       |
| FK Marila Příbram          | Příbram            | Na Litavce                         |            | 1955    | 9100       |
| FK Mladá Boleslav          | Mladá Boleslav     | Městský stadion Mladá Boleslav     |            | 2005    | 5000       |
| SFC Opava                  | Opava              | Městský stadion Opava              |            | 1973    | 7800       |
| SK Sigma Olomouc           | Olomouc            | Andrův stadion                     |            | 1940    | 12.117     |
| SK Slavia Praag            | Břevnov, Praag     | Stadion Evžena Rošického           |            | 1926    | 19.336     |
| 1. FC Slovácko             | Uherské Hradiště   | Městský fotbalový stadion Stonky   |            | 1926    | 8121       |
| FC Slovan Liberec          | Liberec            | Stadion u Nisy                     |            | 1934    | 9090       |
| AC Sparta Praag            | Bubeneč, Praag     | Toyota Arena                       |            | 1917    | 20.565     |
| FK Teplice                 | Teplice            | Stadion Na Stínadlech              |            | 1973    | 18.221     |
| FC Tescoma Zlín            | Zlín               | Stadion Letná                      |            | 1926    | 4375       |

1 Omdat het eigen stadion van FK Chmel Blšany aan het begin van het seizoen nog geen geschikte lichtinstallatie had, speelde het enkele wedstrijden in het Stadion FK Viktoria Žižkov van FK Viktoria Žižkov.

## Eindstand
|     | Club                       | WG | W  | G  | V  | DV | DT | P  |                                               |
| --- | -------------------------- | -- | -- | -- | -- | -- | -- | -- | --------------------------------------------- |
| 1.  | AC Sparta Praag            | 30 | 20 | 4  | 6  | 53 | 28 | 64 | Eerste ronde UEFA Champions League 2005/06    |
| 2.  | SK Slavia Praag            | 30 | 15 | 8  | 7  | 39 | 25 | 53 | Derde voorronde UEFA Champions League 2005/06 |
| 3.  | FK Teplice                 | 30 | 14 | 11 | 5  | 36 | 27 | 53 | Tweede voorronde UEFA Cup 2005/06             |
| 4.  | SK Sigma Olomouc           | 30 | 15 | 6  | 9  | 39 | 34 | 51 | Tweede ronde Intertoto Cup 2005               |
| 5.  | FC Slovan Liberec4         | 30 | 14 | 10 | 6  | 45 | 26 | 46 | Tweede ronde Intertoto Cup 2005               |
| 6.  | FK Jablonec 97             | 30 | 12 | 9  | 9  | 33 | 27 | 45 |                                               |
| 7.  | FC Baník Ostrava1, 3       | 30 | 9  | 10 | 11 | 33 | 36 | 37 | Eerste ronde UEFA Cup 2005/06                 |
| 8.  | 1. FK Drnovice2, 5         | 30 | 9  | 8  | 13 | 30 | 34 | 35 |                                               |
| 9.  | FK Marila Příbram          | 30 | 9  | 8  | 13 | 30 | 41 | 35 |                                               |
| 10. | FC Tescoma Zlín            | 30 | 7  | 12 | 11 | 29 | 35 | 33 | Eerste ronde Intertoto Cup 2005               |
| 11. | 1. FC Brno                 | 30 | 9  | 6  | 15 | 30 | 42 | 33 |                                               |
| 12. | FK Chmel Blšany            | 30 | 7  | 11 | 12 | 25 | 38 | 32 |                                               |
| 13. | 1. FC Slovácko6            | 30 | 10 | 14 | 6  | 30 | 22 | 32 |                                               |
| 14. | FK Mladá Boleslav2         | 30 | 6  | 13 | 11 | 26 | 35 | 31 |                                               |
| 15. | SK Dynamo České Budějovice | 30 | 6  | 7  | 17 | 28 | 39 | 25 | Degradatie naar de Druhá liga                 |
| 16. | SFC Opava4                 | 30 | 5  | 9  | 16 | 25 | 42 | 18 | Degradatie naar de Druhá liga                 |

1 FC Baník Ostrava was in dit seizoen de titelverdediger. 

2 1. FK Drnovice en FK Mladá Boleslav waren in dit seizoen nieuwkomers, zij speelden in het voorgaande seizoen niet op het hoogste niveau van het Tsjechische voetbal. 

3 FC Baník Ostrava was de winnaar van de Tsjechische beker van dit seizoen. 

4 FC Slovan Liberec en SFC Opava werden in verband met een corruptieschandaal 6 punten in mindering gebracht. 

5 1. FK Drnovice stond na één seizoen op het hoogste niveau haar plaats af en zou het volgende seizoen uitkomen in de Druhá liga. 

6 1. FC Slovácko werd in verband met een corruptieschandaal 12 punten in mindering gebracht.

## Statistieken

### Topscorers
14 doelpunten

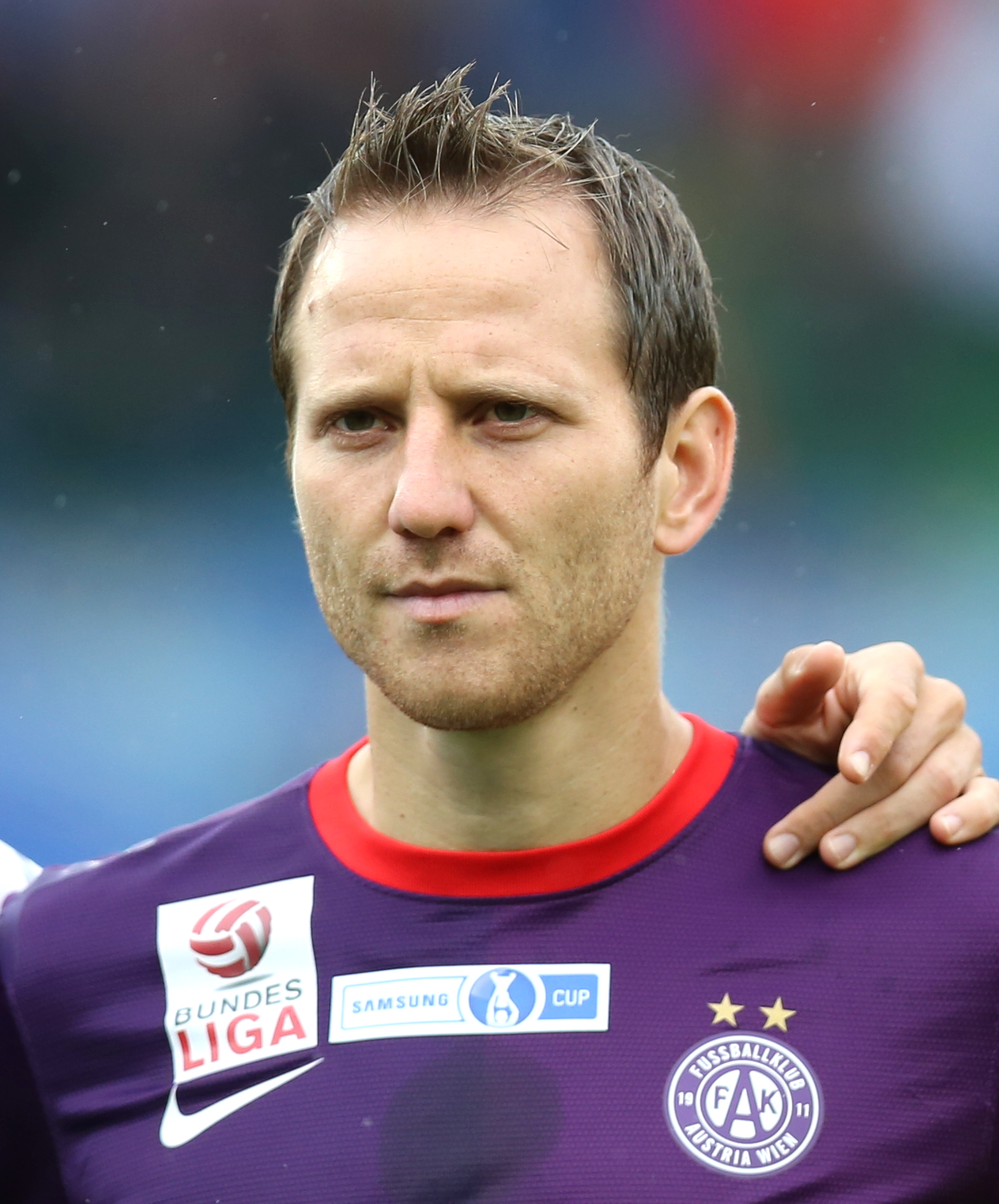
Tomáš Jun

- Tomáš Jun (AC Sparta Praag)

12 doelpunten
- Luděk Zelenka (1. FC Brno 8 / FK Chmel Blšany 4)

10 doelpunten
- Stanislav Vlček (SK Slavia Praag)
- Jiří Mašek (FK Teplice)

9 doelpunten
- Marek Kulič (SK Dynamo České Budějovice)
- Michal Pospíšil (FC Slovan Liberec)[3]

8 doelpunten
- Tomáš Michálek (FK Jablonec 97)
- Lukáš Zelenka (AC Sparta Praag)
- Radim Holub (1. FK Drnovice)
- Peter Babnič (SK Sigma Olomouc)

### Assists
14 assists
- David Kobylík (SK Sigma Olomouc)

10 assists
- Miroslav Slepička (FC Slovan Liberec)

9 assists
- Karel Poborský (AC Sparta Praag)

8 assists
- Rudolf Otepka (FK Marila Příbram)

7 assists
- Lumír Sedláček (SK Slavia Praag)
- Radek Čížek (FK Jablonec 97)
- Tomáš Jun (AC Sparta Praag)

6 assists
- Patrik Siegl (1. FC Brno)
- Radim Holub (1. FK Drnovice)
- Martin Čížek (FC Baník Ostrava)
- Jaromír Plocek (SK Dynamo České Budějovice)

1993/94 · 1994/95 · 1995/96 · 1996/97 · 1997/98 · 1998/99 · 1999/00 · 2000/01 · 2001/02 · 2002/03 · 2003/04 · 2004/05 · 2005/06 · 2006/07 · 2007/08 · 2008/09 · 2009/10 · 2010/11 · 2011/12 · 2012/13 · 2013/14 · 2014/15 · 2015/16 · 2016/17 · 2017/18 · 2018/19 · 2019/20 · 2020/21 · 2021/22 · 2022/23 · 2023/24